# 奥维耶多省
奥维耶多省（西班牙語：Provincia de Oviedo）是西班牙的一个历史省份，现在是阿斯图里亚斯。

## 历史
哈维尔·德·布尔戈斯在1833年西班牙行政区划分时正式设立奥维耶多省，省会为奥维耶多，属于阿斯图里亚斯历史地区的一部分。
西班牙民主转型后，阿斯图里亚斯自治法获得通过，奥维耶多省变更为阿斯图里亚斯。